# 1939 في البرازيل
فيما يلي قوائم الأحداث التي وقعت خلال عام 1939 في البرازيل.

## رياضة
- 1 يناير – بطولة باوليستا 1939 الفائز نادي كورينثيانز.
- 1 يناير – بطولة كاريوكا 1939 الفائز نادي فلامنغو.

## مواليد

### يناير
- 1 يناير – سونيا كوتينو
- 5 يناير – كلاوديو كوتينيو لاعب كرة قدم برازيلي.
- 7 يناير – أري كليمنته لاعب كرة قدم برازيلي.
- 18 يناير – ريجينا سيلفيرا رسامة برازيلية.
- 23 يناير – إسماعيل كيرتز

### فبراير
- 8 فبراير – جوناس بلوخ ممثل برازيلي.
- 10 فبراير – بينيديكتو أنطونيو أنجيلي لاعب كرة قدم برازيلي.

### مارس
- 14 مارس – غلاوبر روتشا

### أبريل
- 30 أبريل – أكسل شميت متسابق يخت برازيلي.
- 30 أبريل – إريك شميت متسابق يخت برازيلي.

### يوليو
- 3 يوليو – أنجليو سورماني لاعب ومدرب كرة قدم برازيلي.
- 21 يوليو – جواو فيرنانديز مصوّر سينمائي من الولايات المتحدة الأمريكية.
- 29 يوليو – أماريلدو لاعب ومدرب كرة قدم برازيلي.

### أغسطس
- 9 أغسطس – هيركوليز بريتو رواز لاعب كرة قدم برازيلي.
- 14 أغسطس – كارلوس ألبرتو سيلفا
- 25 أغسطس – مارشال بريكمان كاتب سيناريو أمريكي.

### سبتمبر
- 8 سبتمبر – رالف إل. توماس مخرج أفلام كندي.
- 11 سبتمبر – خوسيه ريكاردو دا سيلفا لاعب كرة قدم برازيلي.

### أكتوبر
- 11 أكتوبر – ماريا بوينو لاعبة كرة مضرب برازيلية.

### نوفمبر
- 7 نوفمبر – دودو
- 23 نوفمبر – ماريا غلاديس ممثلة برازيلية.
- 30 نوفمبر – غيلدو رودريغز لاعب ومدرب كرة قدم برازيلي.

### ديسمبر
- 12 ديسمبر – أرماندو ميراندا لاعب كرة قدم برازيلي.
- 17 ديسمبر – منغالفيو بيدرو فيغويرو لاعب كرة قدم برازيلي.

## وفيات

### يناير
- 8 يناير – أليبيو دي ميراندا-ريبيرو (مواليد 1874)

### مارس
- 28 مارس – فاوستو دوس سانتوس (مواليد 1905) لاعب كرة قدم برازيلي.